# Terry Goodkind
Terry Lee Goodkind, född 11 januari 1948 i Omaha, Nebraska, död 17 september 2020, var en amerikansk fantasyförfattare som rönte uppmärksamhet för sin serie Sanningens svärd.

## Biografi
Terry Goodkind var född och uppvuxen i Omaha, Nebraska. Goodkind fick vid tidig ålder veta att han led av dyslexi, något som konstant frustrerade honom genom högstadiet. Han hoppade sedan av gymnasiet för att börja arbeta som snickare, violinmakare och samlare av antikviteter. Under 1993, medan han höll på att bygga sitt hus, började Goodkind skriva sin första roman, Wizards first rule (uppdelad i romanerna Sökaren och Trollkarlens första regel i den svenska översättningen). Hans karriär som författare inleddes 1994 när boken gavs ut.
Terry Goodkind var en förespråkare av Ayn Rands filosofi objektivismen, som går ut på kapitalism, individens frihet och rationell egoism.

## Utgivna böcker
Vid översättningen klyvs varje originalbok i två eller tre svenska delar, del 1 och 2 motsvarar alltså del 1 på originalspråket
| Originalen              | Originalen | Svensk översättning       | Svensk översättning |
| Titel                   | År         | Titel                     | År                  |
| ----------------------- | ---------- | ------------------------- | ------------------- |
| Debt of Bones*          | 2001       | -                         | -                   |
| Wizard's First Rule     | 1995       | Sökaren                   | 1999                |
| Wizard's First Rule     | 1995       | Trollkarlens första regel | 2000                |
| Stone of Tears          | 1996       | Tårarnas sten             | 2000                |
| Stone of Tears          | 1996       | Färden från lerfolket     | 2001                |
| Stone of Tears          | 1996       | Profeternas palats        | 2002                |
| Blood of the Fold       | 1997       | Blodets församling        | 2002                |
| Blood of the Fold       | 1997       | Trollkarlens fästning     | 2003                |
| Temple of the Winds     | 1998       | Drömvandrarens hämnd      | 2003                |
| Temple of the Winds     | 1998       | Vindarnas tempel          | 2004                |
| Temple of the Winds     | 1998       | Månens budskap            | 2004                |
| Soul of the Fire        | 1999       | De tre klangerna          | 2004                |
| Soul of the Fire        | 1999       | Eldens själ               | 2005                |
| Soul of the Fire        | 1999       | Det stulna svärdet        | 2006                |
| Faith of the fallen     | 2001       | De fallnas tro            | 2006                |
| Faith of the fallen     | 2001       | Palatset i Altur'Rang     | 2007                |
| The Pillars of Creation | 2001       | Hål i världen             | 2007                |
| The Pillars of Creation | 2001       | Skapelsens pelare         | 2008                |
| Naked Empire            | 2003       | De värnlösa               | 2009                |
| Naked Empire            | 2003       | Statyns hemlighet         | 2009                |
| Chainfire               | 2005       | I Kahlans spår            | 2010                |
| Chainfire               | 2005       | Utraderingen              | 2010                |
| Phantom                 | 2006       | Skepnaden                 | 2011                |
| Phantom                 | 2006       | I det fördolda            | 2011                |
| Confessor               | 2007       | Bekännarna                | 2012                |
| Confessor               | 2007       | Midlands sista strid      | 2012                |
| The Law of Nines        | 2009       | -                         | -                   |
| The Omen Machine        | 2011       | -                         | -                   |
| The Third Kingdom       | 2013       | -                         | -                   |
| Severed Souls           | 2014       | -                         | -                   |